# Étang de la Bonde
L'étang de la Bonde est situé entre Cabrières-d'Aigues et La Motte-d'Aigues dans le département de Vaucluse. L'étang de la Bonde qui est le plus grand plan d'eau du massif du Luberon est géré par la société  du canal de Provence. L'eau n'est pas destinée  à la consommation et sert pour l'irrigation. La baignade est cependant autorisée.

## Situation
L'étang de la Bonde se trouve sur le contrefort sud du massif du Luberon, à une altitude de 320 m, au pied du Mourre Nègre (1 125 m). Il se situe dans le domaine privé du château de la Bonde, dans le pays d'Aigues, à 35 km d'Aix-en-Provence. 
Il est partagé en diagonale selon un axe nord-est - sud-ouest entre les communes de Cabrières-d'Aigues et de La Motte-d'Aigues. Son angle sud-ouest confine brièvement avec la limite administrative de la commune  de Sannes.
L'étang, bordé de roselières, a une superficie de 30 ha et une profondeur de deux à cinq mètres. Le serre de la Roque, petite falaise de molasse couverte de chênes verts et de pins d'Alep le surplombe d'une cinquantaine de mètres. Il est reconnu pour sa richesse entomologique.

## Histoire
Issue du domaine des comtes de Forcalquier, la baronnie de La Tour-d'Aigues est passée au Moyen Âge des Sabran à la puissante famille provençale des d'Agoult. Le seigneur Fouquet d'Agoult, baron de Sault, chambellan de René d'Anjou, décide de créer une réserve d'eau pour son château de La Tour-d'Aigues et fait construire un aqueduc au XVe siècle. Une grande bastide est alors construite au bord de l'étang, à l'emplacement de l'actuel château de la Bonde. L'étang ainsi constitué permit d'irriguer toute la vallée d'Aigues, contribuant à l'expansion de l'agriculture. 
Passé par mariage aux Bouliers-Cental, qui font reconstruire le château de La Tour-d'Aigues en style Renaissance, le domaine revient finalement au maréchal François de Créquy, gendre de François de Bonne de Lesdiguières. La baronnie est achetée au XVIIIe siècle par les Bruny de La Tour. L'un des fleurons du domaine du président Jean-Baptiste Jérome Bruny de La Tour d'Aigues, agronome du siècle des Lumières, est l'étang de la Bonde, célèbre pour son élevage de carpes . Le président de Bruny, physiocrate, introduit également dans son domaine des cultures nouvelles, comme la pomme de terre, et fait paître des moutons mérinos. Dans la première moitié du XIXe siècle, le domaine de la Bonde est encore propriété de sa fille, la marquise de Caumont (1767-1850), ainsi que la plupart des bois du Luberon.  
Vaste bâtisse jouxtant l'étang, le château de la Bonde est lié à un domaine viticole établi à la fin du XIXe siècle, comprenant l'étang (30 hectares), une colline au nord l'abritant du mistral et plusieurs fermes dans la commune de La Motte-d'Aigues (La Petite Bonde, la Félicianne, le Moulin-Neuf, la Cadenière et le Claux). Le château, entouré de vastes communs agricoles (dont l'ancienne cave viticole et le château d'eau), précédé d'une double rangée de platanes, est bâti en L : la maison de maître face à l'étang, et une aile en retour abritant la chapelle et flanquée de la tour de l'horloge. Le domaine a appartenu à l'écrivain Gustave Fagniez (1842-1927) puis à son fils l'entomologiste Charles Fagniez (1874-1952), qui a mené de nombreuses investigations sur la faune du massif du Luberon.

## Gestion hydraulique
L'étang est alimenté par la résurgence karstique du Mirail qui apparaît au pied du Luberon et abreuve de nombreux petits cours d'eau affluents directs en rive droite de la Durance comme l'Èze. 
Selon l'intensité des précipitations et le débit de l'Éze durant la période hivernale, le niveau de l'eau est susceptible de varier. Il n'est pas rare que les plages soient inondées (comme en 2010 et 2013) ou au contraire que le niveau d'eau soit très bas pendant tout l'été.
Néanmoins, afin de maintenir un niveau d'eau suffisant, la société du canal de Provence est autorisée à transférer par pompage de l'eau de la Durance par l'intermédiaire de deux prises d'eau, l'une située sur le canal mixte du Sud Luberon (prise de Castellane) et l'autre sur le canal EDF de la Durance (prise de la Roque).
La source du Mirail, dans la commune de La Motte-d'Aigues, et la source des Hermitants, dans celle de Peypin-d'Aigues, ainsi que les canaux et aqueducs conduisant leurs eaux à l'étang, sont des dépendances du domaine privé du château de la Bonde.

## Exploitation touristique

### Un site touristique reconnu
Bien qu'intégralement privé, le lac est un important site touristique du Luberon, les propriétaires ayant toujours laissé libre l'accès à ses rives, hormis du côté oriental où se trouve le château. Dès 1967, un camping est ouvert sur la rive ouest. Depuis quelques années, la communauté de communes COTELUB souhaite maîtriser le développement touristique du site et a entrepris des travaux d'aménagement en rachetant des parcelles (création d'un parking public près du restaurant). 
Tranquille hors saison et propice aux balades à travers les pins d'Alep qui bordent l'étang, ce lieu est très fréquenté dès que les beaux jours arrivent.

### Activités
Le plan d'eau est ouvert à la baignade toute l'année. La baignade est surveillée à partir du 1er juillet jusqu'au 31 août sur la plage principale, côté ouest,  face au camping. Un bateau de sauvetage permet d'intervenir sur la totalité du plan d'eau. Hormis la baignade, on peut y pratiquer le canoë, le pédalo, la planche à voile (le canotage est autorisé seulement le long de la plage du camping) et tous les jeux de plage habituels, ainsi que la pêche. 
Traditionnellement, les riverains viennent aussi y pique-niquer le week-end en famille à l'ombre des arbres bordant la plage ouest. 
La pratique du naturisme est autorisée sur la rive est. Ce lieu assez couru au début des années 2000 a vu sa fréquentation disparaître à cause de plusieurs aménagements le long de la rive de l'étang, mais a tendance à retrouver une population de naturistes locaux et provenant du camping voisin depuis 2010.
Le stationnement des véhicules près de la plage est payant durant la période estivale mais on peut se garer librement vers la digue sud sur le parking du restaurant du lac. Un autre accès est possible à l'est du lac après le château.
Un snack extérieur et une buvette, à côté du camping, sont ouverts en haute saison.
Quatre courts de tennis sont à disposition toute l'année.
D'importants travaux d'abattage et d'élagage le long des rives jouxtant le camping ont été entrepris et redonnent à cette plage des zones ensoleillées jusqu'au soir.

## Vente du domaine de la Bonde

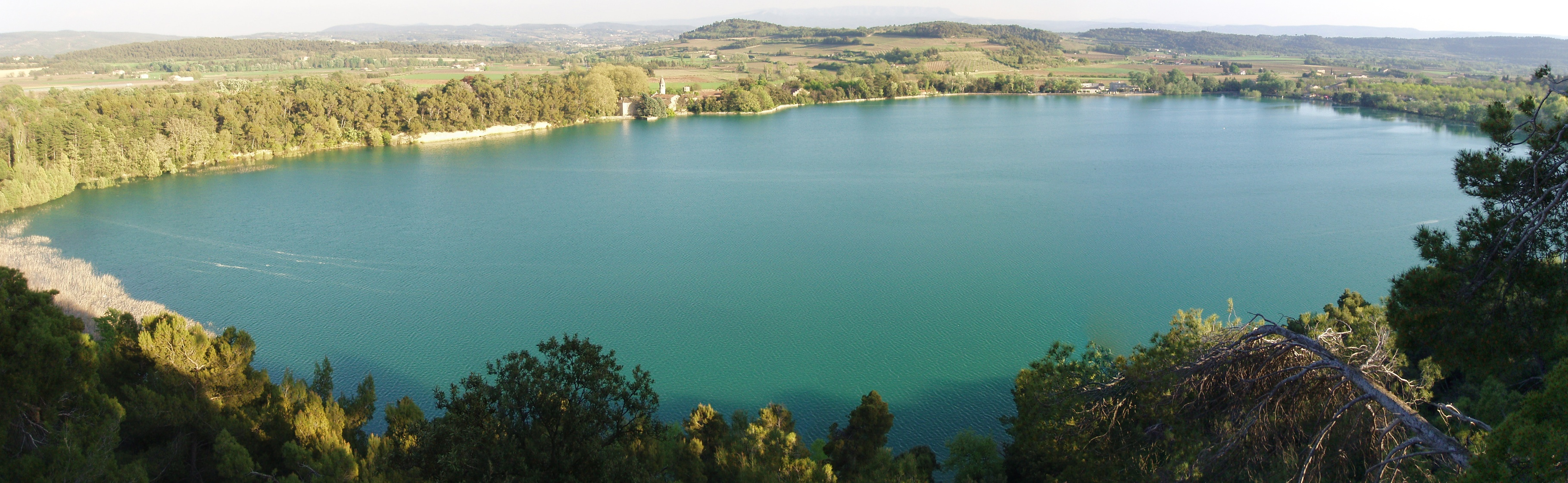
Vue panoramique à partir des photos précédentes

Au début de l'année 2014, la totalité du domaine a été mise en vente pour un montant de 7,5 millions d'euros. Dans un premier temps, les élus locaux et le propriétaire avaient fait part de leur intention de trouver un compromis pour établir un partenariat privé-public dans le but de préserver les activités touristiques du site. Les élus ont donc engagé une procédure de déclaration d'utilité publique.
Le propriétaire a cessé toute discussion à la suite de cet acte[réf. nécessaire].
Une pétition intitulée "Pour la préservation de l’accès public à l'étang de la Bonde" est actuellement[Quand ?] en ligne, lancée par l'association "Cabrières patrimoine environnement".

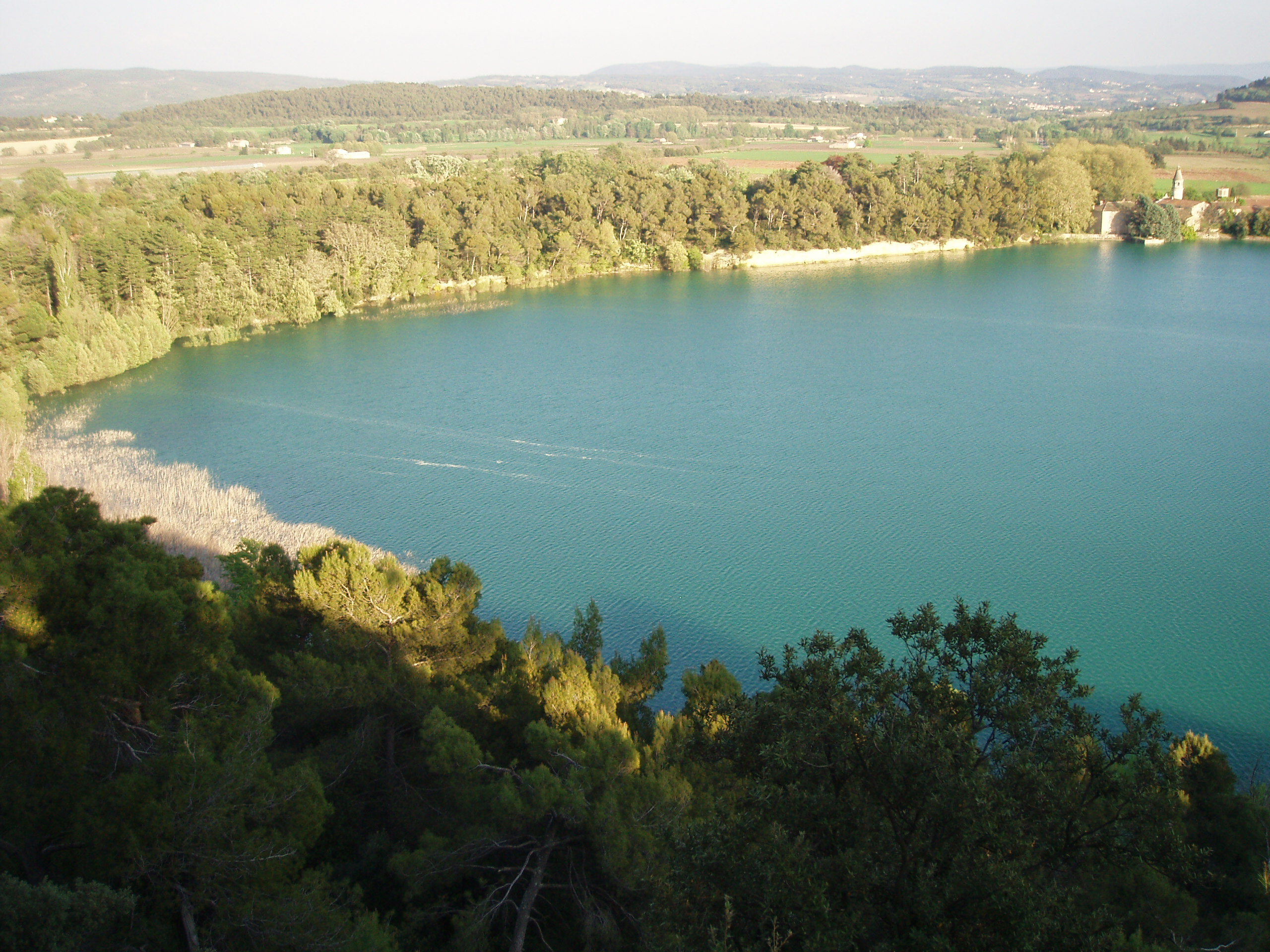
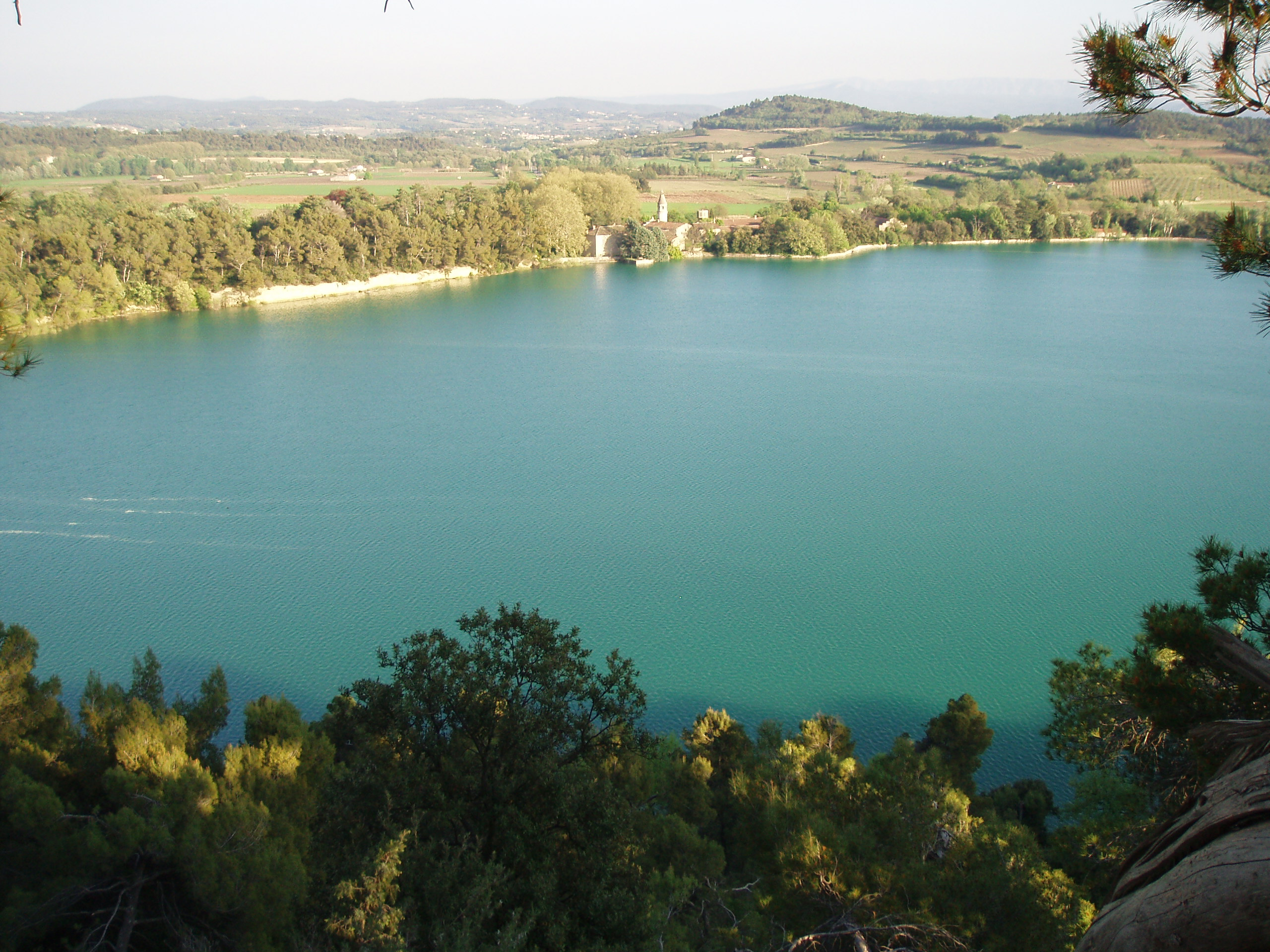
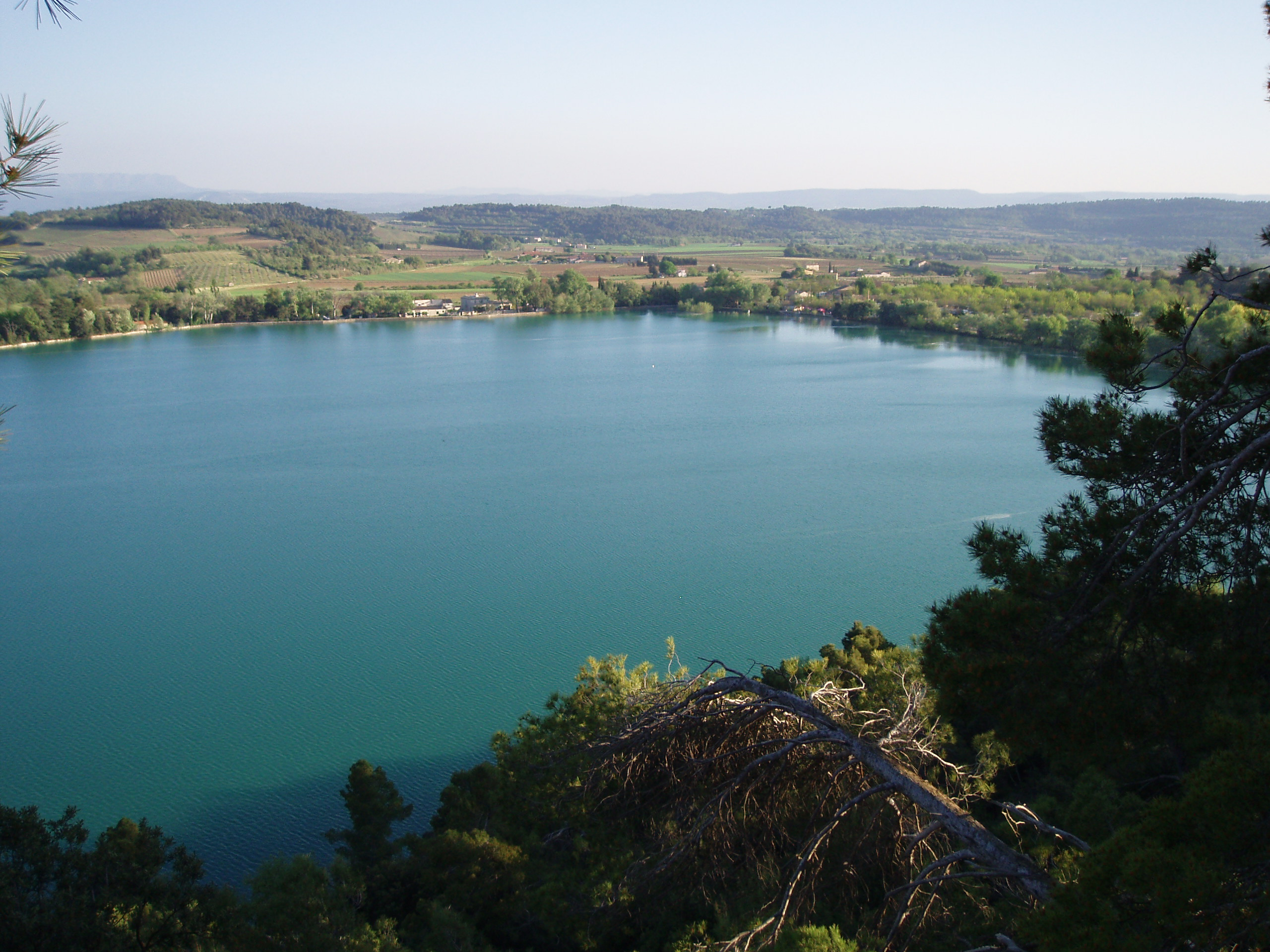

En 2022, le propriétaire du château a rendu public un important projet de valorisation du site, en partenariat avec un promoteur, pour développer des résidences touristiques et un hôtel-restaurant dans les bâtiments du château, laissés à l'abandon depuis plus de dix ans. Le domaine agricole ferait l'objet d'une reconversion vers le bio-tourisme, en lien avec le restaurant. Ce projet suscite l'inquiétude des riverains et une association pour la défense du site a été créée, tandis que les élus cherchent à être associés au projet pour en maîtriser le développement.[réf. nécessaire]